# Curti (Goa)
Curti ist eine Stadt im indischen Bundesstaat Goa.
Die Stadt ist der Teil des Distrikt	North Goa. Curti hat den Status eines Census Town. Die Stadt ist in 1 Ward gegliedert.

## Demografie
Die Einwohnerzahl der Stadt liegt laut der Volkszählung von 2011 bei 16.385. Curti hat ein Geschlechterverhältnis von 878 Frauen pro 1000 Männer und damit einen für Indien üblichen Männerüberschuss. Die Alphabetisierungsrate lag bei 88,2 % im Jahr 2011. Knapp 69 % der Bevölkerung sind Hindus, ca. 26 % sind Muslime und ca. 4 % sind Christen und weniger als 1 % gehören einer anderen oder keiner Religion an. 11,3 % der Bevölkerung sind Kinder unter 6 Jahren.